# 原産地名称の保護及び国際登録に関するリスボン協定
原産地名称の保護及び国際登録に関するリスボン協定（げんさんちめいしょうのほごおよびこくさいとうろくにかんするリスボンきょうてい、英: Lisbon Agreement for the Protection of Appellations of Origin and their International Registration）は、1958年にポルトガルのリスボンにおいて作成された、原産地名称（地理的表示）の保護及び国際登録に関する国際条約である。

## 概要
国際連合の専門機関である世界知的所有権機関（WIPO）が管理する知的財産権に関する条約のひとつである。略称はリスボン協定。
原産地名称や原産地表示の保護のための条約としては、他に虚偽の又は誤認を生じさせる原産地表示の防止に関するマドリッド協定（マドリッド協定）があるが、マドリッド協定が締結国が原産地表示に対して国内で与えるべき保護について定めた条約であるのに対して、リスボン協定は原産地名称の国際的な保護制度について定めた条約である。
この条約が発効したのは1966年9月25日であり、2008年3月現在で26か国が締結している。日本はこの条約を締結していない。